# Grzegorz Krejner
Grzegorz Krejner (ur. 25 lutego 1969 r. w Żyrardowie) – polski kolarz torowy, brązowy medalista mistrzostw świata. W 2010 roku został odznaczony Srebrnym Krzyżem Zasługi.

## Kluby
- Żyrardowianka
- Cyklista Żyrardów
- Servisco Warszawa

## Osiągnięcia
- zwycięstwo w Pucharze Świata na 1 km (Cottbus 1995)
- zwycięstwo w Pucharze Świata w sprincie olimpijskim (Fiorenzuola 1997; Calgiari 1997; Victoria 1998)
- mistrzostwo Europy w sprincie olimpijskim (1998)
- brązowy medal mistrzostw świata w Antwerpii (2001)
- wicemistrzostwo Europy w sprincie olimpijskim (2001)